# کتابفروشی شیباتا
کتابفروشی شیباتا (به ژاپنی: 柴田書店) یکی از انتشارات سابق ژاپنی است که دفتر اصلی آن در توکیو، بون‌کیو قرار دارد. این انتشارات در سال ۱۹۵۰ تأسیس شده‌است. بیشتر در زمینهٔ چاپ غذاهای رستورانی کتاب و مجله چاپ می‌کند.